# Xylocopa obscurata
Xylocopa obscurata är en biart som beskrevs av Smith 1854. Xylocopa obscurata ingår i släktet snickarbin, och familjen långtungebin. Inga underarter finns listade i Catalogue of Life.